# HOT

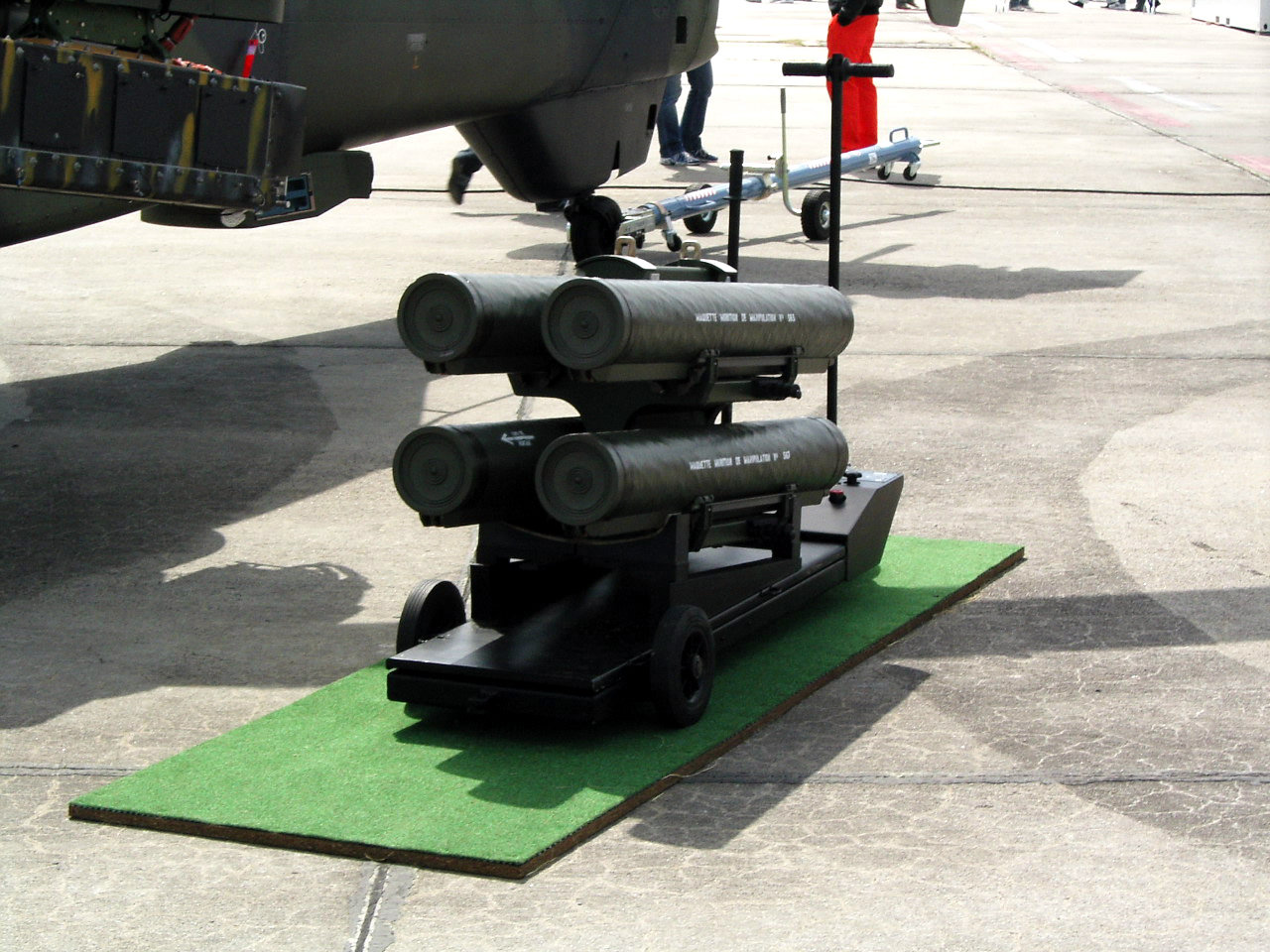
Пусковая установка HOT 3 ударного вертолёта Eurocopter Tiger

HOT (фр. Haut subsonique Optiquement teleguide tire d’un Tube) — франко-германский тяжёлый противотанковый ракетный комплекс второго поколения. Предназначен для уничтожения бронетехники и защищённых объектов (типа бункер, дот, дзот) и вертолётов.
ПТРК был разработан консорциумом «Euromissile» (Aérospatiale и Messerschmitt-Bölkow-Blohm, а позднее MBDA France и LFK) в 1974 году. Он состоял на вооружении сухопутных войск более 19 стран мира (а в некоторых и по настоящее время — 2009 год).
Разработаны следующие варианты ракеты в составе ПТРК «HOT»:
- «HOT-2» (1985) с кумулятивной БЧ. Диаметр корпуса был увеличен со 136 до 150 мм, в БЧ применено новое ВВ (октолит). «НОТ-2» с многоцелевой БЧ.
- «HOT-3» (1998) с тандемной БЧ.

Комплекс применялся во время операции «Буря в пустыне» против Ирака в 1991 году.
Произведено[когда?] 90 000.

## Тактико-технические характеристики
|                                 |                                 | HOT-1                                      | HOT-2                                      | HOT-3                                      |
| ------------------------------- | ------------------------------- | ------------------------------------------ | ------------------------------------------ | ------------------------------------------ |
| Год принятия на вооружение      | Год принятия на вооружение      | 1975                                       | 1985                                       | 1998                                       |
| Дальность стрельбы, м           | Дальность стрельбы, м           | 75-4000                                    | 75-4000                                    | 75-4000                                    |
| Скорость полёта                 | максимальная, м/с               | 250                                        | 250                                        | 250                                        |
| Скорость полёта                 | средняя, м/с                    | 235                                        | 235                                        | 235                                        |
| Время полёта на дальность:      | 2 км, секунд                    | 9                                          | 9                                          | 9                                          |
| Время полёта на дальность:      | 4 км, секунд                    | 17,3                                       | 17,3                                       | 17,3                                       |
| Боевая часть                    | Тип                             | кумулятивная                               | кумулятивная                               | тандемная, кумулятивная                    |
| Боевая часть                    | Масса БЧ, кг                    | 5                                          | 5                                          | 6,48                                       |
| Боевая часть                    | Масса ВВ (тип), кг              | 3                                          | 4,1 (Октолит)                              | 5                                          |
| Боевая часть                    | Взрыватель                      | контактный                                 | контактный                                 | неконтактный, лазерный                     |
| Бронепробиваемость, мм          | Бронепробиваемость, мм          | 700                                        | 900                                        | до 1300                                    |
| Система управления              | Система управления              | командная, полуавтоматическая, по проводам | командная, полуавтоматическая, по проводам | командная, полуавтоматическая, по проводам |
| Скорострельность, выстрела/мин. | Скорострельность, выстрела/мин. | 2-3                                        | 2-3                                        | 2-3                                        |
| Длина ракеты, мм                | Длина ракеты, мм                | 1275                                       | 1300                                       | 1300                                       |
| Диаметр ракеты, мм              | Диаметр ракеты, мм              | 136                                        | 150                                        | 150                                        |
| Размах крыла, мм                | Размах крыла, мм                | 310                                        | 310                                        | 310                                        |
| Стартовая масса ракеты, кг      | Стартовая масса ракеты, кг      | 23,5                                       | 23,5                                       | 24,5                                       |
| Масса ракеты в ТПК, кг          | Масса ракеты в ТПК, кг          | 29,0                                       | 32,0                                       | 32,5                                       |

## Боевое применение

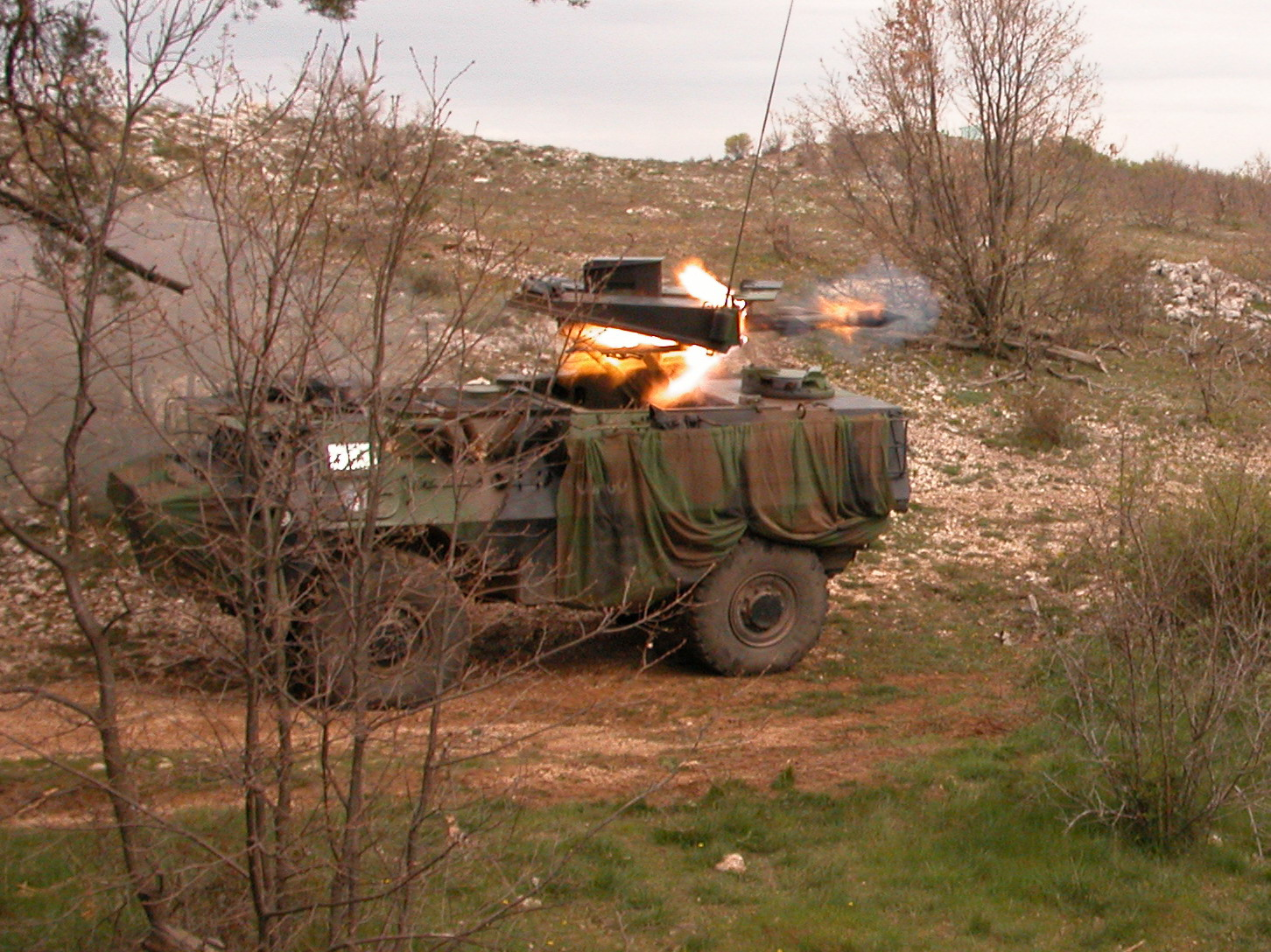
Французский самоходный ПТРК VAB MEPHISTO 2-го иностранного пехотного полка с ПТУР HOT. Сентябрь 2007 года.

В 2011 году в Ливии французскими войсками применено 415 ПТУР HOT.